# 三菱HCキャピタル
三菱HCキャピタル株式会社（みつびしエイチシーキャピタル、英: Mitsubishi HC Capital Inc.）は、東京都千代田区丸の内に本社を置く、三菱グループの大手総合リース会社。三和グループ・春光グループにも属している。会社発足時からの経緯で三菱広報委員会及びみどり会、並びに春光懇話会の会員企業である。
コーポレートスローガンは「Voyager to the Frontier」。
東証プライム上場企業で、読売株価指数の構成銘柄の一つ。

## 概要
2021年4月1日に共にリース業界大手である三菱UFJリースと日立キャピタルの合併により誕生した。三菱UFJリースが強みとしていた国内事業及び三菱商事、三菱UFJフィナンシャル・グループ（MUFG）との連携事業、並びに日立キャピタルが強みとしていた海外事業及び国内外における日立グループとの連携事業が統合されたことにより、事業領域・地域のポートフォリオ分散とフルラインアップ化が実現され、リース事業における規模は国内トップクラスとなっている。あくまでもアセットファイナンス（「物」の販売・調達等に関わる金融）を事業の主軸とし、純投資は基本的に行なわないことから、その点で同種の業界首位であるオリックスとは事業スタンスが大きく異なっているのが特徴である。

## 沿革

### 旧ダイヤモンドリース
- 1971年4月 - 三菱商事、三菱銀行、三菱信託銀行、明治生命、東京海上火災を中心とする三菱グループ11社並びに日本生命、第一生命、チェース・マンハッタン銀行関連会社3社合計16社を株主として、ダイヤモンドリース株式会社設立。
- 1985年3月 - 東京証券取引所2部上場。
- 1988年9月 - 東京証券取引所1部上場。
- 1998年12月 - 南九州ダイヤモンドリース株式会社を吸収合併。
- 1999年10月 - 菱信リース株式会社を吸収合併。
- 2007年3月 - 三菱商事株式会社とともに、ダイヤモンドオートリース株式会社（当時ダイヤモンドリース株式会社の子会社）と三菱オートリース・クレジット株式会社のリース事業（ファイナンス事業を会社分割し三菱オートリース株式会社に商号変更）とを傘下に収める中間持株会社の三菱オートリース・ホールディング株式会社を設立して、オートリース事業を経営統合。

### 旧UFJセントラルリース
- 1969年5月29日 - 東海銀行の関連リース会社として、セントラルリース株式会社設立。
- 1989年11月 - 名古屋証券取引所2部上場。
- 2004年4月1日 - UFJグループの企業再編の一環として、旧三和銀行系の株式会社UFJビジネスファイナンスの会社分割により、同社のリース事業部門を承継し「ユーエフジェイセントラルリース株式会社」に商号変更（英語表記はUFJ Central Leasing Co., Ltd.）。あわせて、東京証券取引所、名古屋証券取引所各1部上場。

### 旧三菱UFJリース
- 2007年4月 - ダイヤモンドリース株式会社がUFJセントラルリース株式会社と経営統合し、商号を三菱UFJリース株式会社に変更。あわせて名古屋証券取引所1部上場。
- 2007年10月 - 完全子会社・三菱オートリース・ホールディング株式会社傘下の三菱オートリース株式会社が、ダイヤモンドオートリース株式会社を吸収合併。
- 2013年1月 - 米サンフランシスコに拠点を置くJSAInternational Holdings, L.P の全出費持分を取得し連結子会社化。
- 2013年11月 - インドネシアの PT.Takari Kokoh Sejahteraを連結子会社化。
- 2014年11月 - アイルランドのEngine Lease Finance Corporationの全株式及び米ボストンに拠点を置くBeacon Intermodal Leasing, LLCの全出費持分を取得し、連結子会社化。
- 2016年5月  - 日立キャピタルとの間で資本業務提携を行うことに合意。
- 2018年12月 - 米シカゴ郊外に拠点を置くENGS全株式を取得し、連結子会社化。
- 2020年9月  - 日立キャピタルとの経営統合を発表。

### 旧日立キャピタル
- 1957年9月 - 東京日立家庭電器月賦販売株式会社、大阪日立家庭電器月賦販売株式会社設立。
- 1960年
  - 8月 - 日立月販株式会社設立。
  - 12月 - 東京、大阪、九州、名古屋の各日立家庭電器月賦販売株式会社を日立月販株式会社が吸収合併。
- 1969年1月 - 商号を日立クレジット株式会社に変更。
- 1976年12月 - 東京証券取引所市場第二部に上場。
- 1979年9月 - 東京証券取引所市場第一部に上場。
- 2000年10月 - 日立リース株式会社を吸収合併し、商号を日立キャピタル株式会社に変更。
- 2004年1月 - ユナム・ジャパン傷害保険株式会社を完全子会社化。同年4月に日立キャピタル損害保険株式会社（現・キャピタル損害保険）に商号変更。
- 2005年4月 - 信託事業に向けた準備会社として日立キャピタル信託株式会社を設立。同年9月に信託業免許を取得し、同年10月より営業開始。
- 2013年4月 - 株式会社日本ビジネスリースについて、三菱東京UFJ銀行（現・三菱UFJ銀行）が所有する株式の全数を取得し、完全子会社化。2014年8月に日立キャピタルNBL株式会社に商号変更。
- 2014年9月 - 本社を西新橋スクエアに移転（現・三菱HCキャピタル西新橋オフィス）。
- 2016年5月 - 三菱UFJフィナンシャル・グループ及び三菱UFJリースとの業務提携・資本提携に合意。
- 2020年9月 - 三菱UFJリースとの経営統合を発表。

### 三菱HCキャピタル
- 2021年4月  - 日立キャピタルを吸収合併し経営統合。商号を三菱HCキャピタル株式会社に変更。この合併により、日立キャピタルの親会社であった日立製作所が三菱HCキャピタルの主要株主となる[7]。
- 2021年6月  - 米国の大手海上コンテナリース会社であるCAI International, Inc.買収を発表。同年11月に全株式を取得し、完全子会社化。[8]
- 2022年7月  - Gaussy株式会社と資本業務提携 [9]。
- 2024年6月 - 名古屋証券取引所プレミア市場上場廃止[10]。

## 主なグループ会社
合併に伴って旧日立キャピタルのグループ会社も当社グループに合流され、2021年7月以降、旧親会社名を「三菱HCキャピタル」「MHC」に置換えることを基本に商号変更が進んでいる。

### 国内
- 三菱HCキャピタルITパートナーズ株式会社（旧・ディーアールエス株式会社）
- MHC環境ソリューションズ株式会社[11]
- 株式会社U-MACHINE
- MHCインシュアランス株式会社（旧・MULインシュアランス株式会社）
- MHCビジネス株式会社（旧・MULビジネス株式会社）
- 三菱電機フィナンシャルソリューションズ株式会社
- 株式会社日医リース
- エム・キャスト株式会社
- MULヘルスケア株式会社
- ヘルスケアマネジメントパートナーズ株式会社
- 三菱HCキャピタルエナジー株式会社（旧・MULエナジーインベストメント株式会社）
- MHCユーティリティーイノベーション株式会社（旧・MULユーティリティーイノベーション株式会社）
- 三菱HCキャピタルエステートプラス株式会社[12]
  - 旧・三菱HCキャピタルプロパティ株式会社（旧・MULプロパティ株式会社）
  - 旧・三菱HCキャピタルコミュニティ株式会社（旧・日立キャピタルコミュニティ株式会社）[13]
- 三菱HCキャピタルリアルティ株式会社（旧・MULリアルティインベストメント株式会社）
- 三菱HCキャピタル不動産投資顧問株式会社（旧・MUL不動産投資顧問株式会社）
- 株式会社センターポイント・ディベロップメント
- ダイヤモンドアセットファイナンス株式会社
- 株式会社御幸ビルディング
- 株式会社センターポイント・ディベロップメント

- 三菱オートリース株式会社
- ジャパン・インフラストラクチャー・イニシアティブ株式会社
- 三菱HCキャピタル債権回収株式会社（旧・日立キャピタル債権回収株式会社）
- 三菱HCキャピタルオートリース株式会社（旧・日立キャピタルオートリース株式会社）
- MHCトリプルウィン株式会社（旧・日立トリプルウィン株式会社）
- 積水リース株式会社
- キャピタル損害保険株式会社（旧・日立キャピタル損害保険株式会社）
- 三菱HCキャピタル信託株式会社（旧・日立キャピタル信託株式会社）
- 第一信用保証株式会社
- 三菱HCビジネスリース株式会社（旧・日立キャピタルNBL株式会社）
- HGE株式会社（旧・日立グリーンエナジー株式会社）
- HWP株式会社（旧・日立ウィンドパワー株式会社）
- HSE株式会社（旧・日立サステナブルエナジー株式会社）
- Gaussy株式会社

### 海外

#### 欧州
- イギリス
  - Mitsubishi HC Capital UK PLC (旧・Hitachi Capital (UK) PLC)
- ポーランド
  - MHC Mobility Polska Sp. z o.o. (旧・Hitachi Capital Polska Sp. z o.o.)
- アイルランド
  - Jackson Square Aviation Ireland Limited
  - Engine Lease Finance Corporation
- オランダ
  - MHC Mobility B.V.（旧・Hitachi Capital Mobility Netherlands B.V.）
- ドイツ
  - MHC Mobility GmbH（旧・Maske Fleet GmbH）
- オーストリア
  - MHC Mobility GmbH（旧・Maske Langzeit-Vermietung GmbH）

#### 米州
- アメリカ
  - Mitsubishi HC Capital (U.S.A.) Inc.（旧・Mitsubishi UFJ Lease & Finance (U.S.A.) Inc.）
  - ENGS Commercial Finance Co.
  - Jackson Square Aviation,LLC
  - Beacon Intermodal Leasing,LLC
  - PNW Railcars, Inc. (旧・MUL Railcars, Inc.)
  - Mitsubishi HC Capital Realty (U.S.A.) Inc.
  - Hitachi Capital America Corp.
- カナダ
  - Mitsubishi HC Capital Canada Inc. (旧・Hitachi Capital Canada Corp.)
  - CLE Capital Inc.

#### 中華圏
- 中国
  - Mitsubishi UFJ Lease & Finance (China) Co. Ltd.
  - U-MACHINE (CHINA) CO.,LTD.
  - 三菱和誠融資租賃(北京)有限公司（旧・日立租賃(中国)有限公司）
  - 三菱和誠商業保理(上海)有限公司（旧・日立商業保理(中国)有限公司）
- 香港特別行政区
  - MHC Capital & Finance (Hong Kong) Limited (旧・Mitsubishi UFJ Lease & Finance (Hong Kong) Limited)
  - DFL-Shutoken Leasing (Hong Kong) Company Limited
  - Mitsubishi HC Capital (Hong Kong) Limited（旧・Hitachi Capital (Hong Kong) Ltd.）
  - Mitsubishi HC Capital Management (China) Limited（旧・Hitachi Capital Management (China) Ltd.）

#### アジア・オセアニア
- シンガポール
  - Mitsubishi HC Capital (Singapore) Pte. Ltd.（旧・Mitsubishi UFJ Lease (Singapore) Pte. Ltd.）
  - Mitsubishi HC Capital Asia Pacific Pte. Ltd.（旧・Hitachi Capital Asia Pacific Pte. Ltd.）
- タイ
  - Bangkok Mitsubishi HC Capital Co., Ltd.（旧・Bangkok Mitsubishi UFJ Lease Co., Ltd.）
  - Thai MHC Co., Ltd.（旧・MUL (Thailand) Co., Ltd.）
  - U-MACHINE (THAILAND) CO.,LTD.
  - Hitachi Capital (Thailand) Co., Ltd.
- インドネシア
  - PT. Mitsubishi HC Capital and Finance Indonesia (旧・PT. Mitsubishi UFJ Lease & Finance Indonesia)
  - PT. Manajemen Unggul Lestari
  - PT. Takari Kokoh Sejahtera
  - PT. Arthaasia Finance
- ベトナム
  - Ho Chi Minh City Representative Office
- マレーシア
  - Hitachi Capital Malaysia Sdn. Bhd.
- ミャンマー
  - Yangon Representative Office